# Токарева, Екатерина Юрьевна
Екатерина Юрьевна Токарева (род. 23 октября 1995, Москва) — российская самбистка и дзюдоистка, чемпионка и призёр чемпионатов России по самбо, призёр чемпионата России по дзюдо, призёр чемпионата мира по самбо, мастер спорта России по самбо и дзюдо. С 23 июня 2017 года Федерацией дзюдо России была дисквалифицирована на шесть месяцев за нарушение антидопинговых правил.

## Спортивные результаты
- Первенство России по дзюдо среди кадетов 2010 года — ;
- Кубок Европы по дзюдо среди кадетов 2011 года — ;
- Первенство России по дзюдо среди молодёжи 2017 года — ;
- Этап кубка Европы по дзюдо 2016 года (Оренбург) — ;
- Этап кубка Европы по дзюдо 2016 года (Селье) — ;
- Этап кубка Европы по дзюдо 2017 года (Оренбург) — ;
- Чемпионат России по самбо 2016 года — .
- Чемпионат России по дзюдо 2016 года — ;
- Чемпионат России по самбо 2020 года — ;
- Чемпионат России по самбо 2021 года — ;